# Olympische Sommerspiele 2024/Kanu – Einer-Canadier 200 m (Frauen)
Das Kanu-Rennen der Frauen mit dem Einer-Canadier über 200 m bei den Olympischen Spielen 2024 in Paris fand vom 7. bis 9. August 2024 statt. Schauplatz der Wettkämpfe war die Regattastrecke Stade nautique de Vaires-sur-Marne im Ort Vaires-sur-Marne, östlich des Großraums Paris. Titelverteidigerin war die US-Amerikanerin Nevin Harrison, die die olympische Premiere dieses Wettbewerbs in Tokio gewann.

## Titelträgerinnen
| Olympische Spiele 2020       | Nevin Harrison     | 45,932 s | Tokio             |
| Weltmeisterschaften 2023     | Yarisleidis Cirilo | 44,799 s | Duisburg          |
| Afrikameisterschaften 2024   | Ayomide Bello      | 55,14 s  | Abuja             |
| Panamerikanische Spiele 2023 | Yarisleidis Cirilo | 45,87 s  | Santiago de Chile |
| Asienspiele 2022             | Lin Wenjun         | 47,623 s | Hangzhou          |
| Europameisterschaften 2024   | Dorota Borowska    | 46,322 s | Szeged            |
| Ozeanienmeisterschaften 2024 | Josephine Bulmer   | 50,64 s  | Sydney            |

## Qualifikation
Die sechs am besten platzierten Boote (maximal ein Boot pro Nation) der Weltmeisterschaften 2023 qualifizierten sich für die Spiele. Bei kontinentalen Qualifikationswettkämpfen standen für Asien, Europa und Panamerika zwei Quotenplätze zur Verfügung sowie einer für Afrika und Ozeanien. Zusätzlich erhielt Gastgeber Frankreich einen Quotenplatz. Das Feld wurde durch Athletinnen komplettiert, die sich in anderen Bootsklassen qualifiziert hatten und auch im C1 an den Start gehen konnten.

## Vorläufe
Mittwoch, 7. August 2024

### Vorlauf 1
| Platz | Bahn | Athletin            | Nation                | Zeit (s) | Qualifikation |
| ----- | ---- | ------------------- | --------------------- | -------- | ------------- |
| 1     | 5    | Dorota Borowska     | Polen                 | 47,92    | Halbfinale    |
| 2     | 6    | Valdenice Conceição | Brasilien             | 48,57    | Halbfinale    |
| 3     | 4    | Lisa Jahn           | Deutschland           | 48,92    | Viertelfinale |
| 4     | 2    | Yinnoly López       | Kuba                  | 49,27    | Viertelfinale |
| 5     | 8    | Beauty Otuedo       | Nigeria               | 55,77    | Viertelfinale |
| 6     | 3    | Hermínia Teixeira   | São Tomé und Príncipe | 59,44    | Viertelfinale |
| 7     | 7    | Raina Taitingfong   | Guam                  | 65,90    | Viertelfinale |

### Vorlauf 2
| Platz | Bahn | Athletin               | Nation                         | Zeit (s) | Qualifikation |
| ----- | ---- | ---------------------- | ------------------------------ | -------- | ------------- |
| 1     | 6    | Nevin Harrison         | Vereinigte Staaten             | 45,70    | Halbfinale    |
| 2     | 3    | Julija Truschkina      | Individuelle Neutrale Athleten | 46,15    | Halbfinale    |
| 3     | 5    | Lin Wenjun             | China                          | 46,84    | Viertelfinale |
| 4     | 8    | Anastassija Rybatschok | Ukraine                        | 47,04    | Viertelfinale |
| 5     | 2    | Karen Roco             | Chile                          | 47,55    | Viertelfinale |
| 6     | 4    | Manuela Gómez          | Kolumbien                      | 49,87    | Viertelfinale |
| 7     | 7    | Maria Olărașu          | Moldau                         | 50,14    | Viertelfinale |

### Vorlauf 3
| Platz | Bahn | Athletin           | Nation                         | Zeit (s) | Qualifikation |
| ----- | ---- | ------------------ | ------------------------------ | -------- | ------------- |
| 1     | 2    | Sophia Jensen      | Kanada                         | 46,80    | Halbfinale    |
| 2     | 5    | Antía Jácome       | Spanien                        | 47,35    | Halbfinale    |
| 3     | 3    | Nilufar Zokirova   | Usbekistan                     | 48,98    | Viertelfinale |
| 4     | 8    | Daniela Cociu      | Moldau                         | 49,14    | Viertelfinale |
| 5     | 7    | Olessja Romassenko | Individuelle Neutrale Athleten | 49,83    | Viertelfinale |
| 6     | 4    | Ayomide Bello      | Nigeria                        | 49,85    | Viertelfinale |
| 7     | 6    | Combé Seck         | Senegal                        | 54,76    | Viertelfinale |

### Vorlauf 4
| Platz | Bahn | Athletin         | Nation     | Zeit (s) | Qualifikation |
| ----- | ---- | ---------------- | ---------- | -------- | ------------- |
| 1     | 5    | Katie Vincent    | Kanada     | 47,22    | Halbfinale    |
| 2     | 2    | María Corbera    | Spanien    | 47,74    | Halbfinale    |
| 3     | 7    | Ágnes Kiss       | Ungarn     | 48,00    | Viertelfinale |
| 4     | 4    | Ljudmyla Lusan   | Ukraine    | 48,42    | Viertelfinale |
| 5     | 6    | Eugénie Dorange  | Frankreich | 49,22    | Viertelfinale |
| 6     | 3    | Nguyễn Thị Hương | Vietnam    | 49,74    | Viertelfinale |

### Vorlauf 5
| Platz | Bahn | Athletin               | Nation      | Zeit (s) | Qualifikation |
| ----- | ---- | ---------------------- | ----------- | -------- | ------------- |
| 1     | 4    | Yarisleidis Cirilo     | Kuba        | 45,94    | Halbfinale    |
| 2     | 5    | María Mailliard        | Chile       | 46,50    | Halbfinale    |
| 3     | 6    | Kincső Takács          | Ungarn      | 46,60    | Viertelfinale |
| 4     | 2    | Katarzyna Szperkiewicz | Polen       | 47,49    | Viertelfinale |
| 5     | 3    | Marija Browkowa        | Kasachstan  | 48,43    | Viertelfinale |
| 6     | 7    | Maike Jakob            | Deutschland | 48,67    | Viertelfinale |

## Viertelfinale
Mittwoch, 7. August 2024

### Viertelfinale 1
| Platz | Bahn | Athletin               | Nation                         | Zeit (s) | Qualifikation |
| ----- | ---- | ---------------------- | ------------------------------ | -------- | ------------- |
| 1     | 6    | Anastassija Rybatschok | Ukraine                        | 47,11    | Halbfinale    |
| 2     | 4    | Ágnes Kiss             | Ungarn                         | 47,13    | Halbfinale    |
| 3     | 3    | Katarzyna Szperkiewicz | Polen                          | 47,74    |               |
| 4     | 7    | Olessja Romassenko     | Individuelle Neutrale Athleten | 47,92    |               |
| 5     | 5    | Lisa Jahn              | Deutschland                    | 48,55    |               |
| 6     | 8    | Nguyễn Thị Hương       | Vietnam                        | 49,09    |               |
| 7     | 1    | Maria Olărașu          | Moldau                         | 52,03    |               |
| 8     | 2    | Hermínia Teixeira      | São Tomé und Príncipe          | 60,28    |               |

### Viertelfinale 2
| Platz | Bahn | Athletin          | Nation     | Zeit (s) | Qualifikation |
| ----- | ---- | ----------------- | ---------- | -------- | ------------- |
| 1     | 6    | Ljudmyla Lusan    | Ukraine    | 47,42    | Halbfinale    |
| 2     | 3    | Karen Roco        | Chile      | 47,73    | Halbfinale    |
| 3     | 5    | Nilufar Zokirova  | Usbekistan | 48,47    |               |
| 4     | 7    | Marija Browkowa   | Kasachstan | 48,61    |               |
| 5     | 4    | Yinnoly López     | Kuba       | 48,76    |               |
| 6     | 2    | Ayomide Bello     | Nigeria    | 49,24    |               |
| 7     | 8    | Raina Taitingfong | Guam       | 61,17    |               |

### Viertelfinale 3
| Platz | Bahn | Athletin        | Nation      | Zeit (s) | Qualifikation |
| ----- | ---- | --------------- | ----------- | -------- | ------------- |
| 1     | 5    | Kincső Takács   | Ungarn      | 47,47    | Halbfinale    |
| 2     | 4    | Lin Wenjun      | China       | 48,13    | Halbfinale    |
| 3     | 6    | Daniela Cociu   | Moldau      | 48,93    |               |
| 4     | 2    | Manuela Gómez   | Kolumbien   | 49,54    |               |
| 5     | 7    | Eugénie Dorange | Frankreich  | 49,67    |               |
| 6     | 8    | Maike Jakob     | Deutschland | 51,40    |               |
| 7     | 1    | Combé Seck      | Senegal     | 53,82    |               |
| 8     | 3    | Beauty Otuedo   | Nigeria     | 61,82    |               |

## Halbfinale
Freitag, 9, August 2024

### Halbfinale 1
| Platz | Bahn | Athletin           | Nation                         | Zeit (s) | Qualifikation |
| ----- | ---- | ------------------ | ------------------------------ | -------- | ------------- |
| 1     | 3    | Yarisleidis Cirilo | Kuba                           | 45,31    | A-Finale      |
| 2     | 6    | Julija Truschkina  | Individuelle Neutrale Athleten | 45,32    | A-Finale      |
| 3     | 4    | Sophia Jensen      | Kanada                         | 45,66    | A-Finale      |
| 4     | 8    | Lin Wenjun         | China                          | 45,70    | A-Finale      |
| 5     | 2    | María Corbera      | Spanien                        | 45,78    | B-Finale      |
| 6     | 5    | Dorota Borowska    | Polen                          | 46,52    | B-Finale      |
| 7     | 7    | Ljudmyla Lusan     | Ukraine                        | 46,67    | B-Finale      |
| 8     | 1    | Ágnes Kiss         | Ungarn                         | 47,01    | B-Finale      |

### Halbfinale 2
| Platz | Bahn | Athletin               | Nation             | Zeit (s) | Qualifikation |
| ----- | ---- | ---------------------- | ------------------ | -------- | ------------- |
| 1     | 5    | Katie Vincent          | Kanada             | 45,01    | A-Finale      |
| 2     | 4    | Nevin Harrison         | Vereinigte Staaten | 45,30    | A-Finale      |
| 3     | 6    | Antía Jácome           | Spanien            | 45,62    | A-Finale      |
| 4     | 8    | Kincső Takács          | Ungarn             | 46,37    | A-Finale      |
| 5     | 3    | Valdenice Conceição    | Brasilien          | 46,46    | B-Finale      |
| 6     | 2    | María Mailliard        | Chile              | 46,76    | B-Finale      |
| 7     | 1    | Karen Roco             | Chile              | 47,63    | B-Finale      |
| 8     | 7    | Anastassija Rybatschok | Ukraine            | 47,76    | B-Finale      |

## Finale
Freitag, 9, August 2024

### A-Finale
Anmerkung: zur Ermittlung der Plätze 1 bis 8
| Platz | Bahn | Athletin           | Nation                         | Zeit (s) | Anm. |
| ----- | ---- | ------------------ | ------------------------------ | -------- | ---- |
| 1     | 4    | Katie Vincent      | Kanada                         | 44,12    | WB   |
| 2     | 6    | Nevin Harrison     | Vereinigte Staaten             | 44,13    |      |
| 3     | 5    | Yarisleidis Cirilo | Kuba                           | 44,36    |      |
| 4     | 2    | Antía Jácome       | Spanien                        | 44,78    |      |
| 5     | 3    | Julija Truschkina  | Individuelle Neutrale Athleten | 44,83    |      |
| 6     | 7    | Sophia Jensen      | Kanada                         | 45,08    |      |
| 7     | 1    | Lin Wenjun         | China                          | 45,23    |      |
| 8     | 8    | Kincső Takács      | Ungarn                         | 45,68    |      |

### B-Finale
Anmerkung: zur Ermittlung der Plätze 9 bis 16
| Platz | Bahn | Athletin               | Nation    | Zeit (s) |
| ----- | ---- | ---------------------- | --------- | -------- |
| 9     | 5    | María Corbera          | Spanien   | 45,45    |
| 10    | 3    | Dorota Borowska        | Polen     | 46,36    |
| 11    | 1    | Ágnes Kiss             | Ungarn    | 46,54    |
| 12    | 6    | María Mailliard        | Chile     | 46,77    |
| 13    | 4    | Valdenice Conceição    | Brasilien | 46,82    |
| 14    | 8    | Anastassija Rybatschok | Ukraine   | 47,71    |
| 15    | 2    | Karen Roco             | Chile     | 48,25    |
|       | 7    | Ljudmyla Lusan         | Ukraine   | DNS      |